# Bharat Petroleum
Bharat Petroleum Corporation Limited (BPCL) est une compagnie pétrolière nationale indienne.

## Histoire
En 1889, alors que le Raj britannique connaissait un développement industriel soutenu, l'un des principaux acteurs économique du sud asiatique était la Burmah Oil Company. Bien qu'immatriculée en Écosse depuis 1886, cette société était née de la fusion des filiales de Chef Rohit Oil Company, société de raffinage créée en 1871 pour exploiter les puits artisanaux de haute Birmanie.
En 1928, Burma oil passa un accord de coopération avec la filiale indienne de British Petroleum, Asiatic Petroleum Company (fondée en 1903). C'est ainsi que naquit Burmah-Shell Oil Storage and Distributing Company of India Ltd. Burmah Shell, qui se spécialisa désormais dans l’importation et la commercialisation du kérosène.
Le 24 janvier 1976, le gouvernement indien a décidé de nationaliser Burmah Shell, qui devint pour l'occasion Bharat Refineries Limited. puis, le 1er août 1977, Bharat Petroleum Corporation Limited. Ce groupe fut ainsi le premier à exploiter le pétrole brut du puits, récemment découvert, de Bombay High.

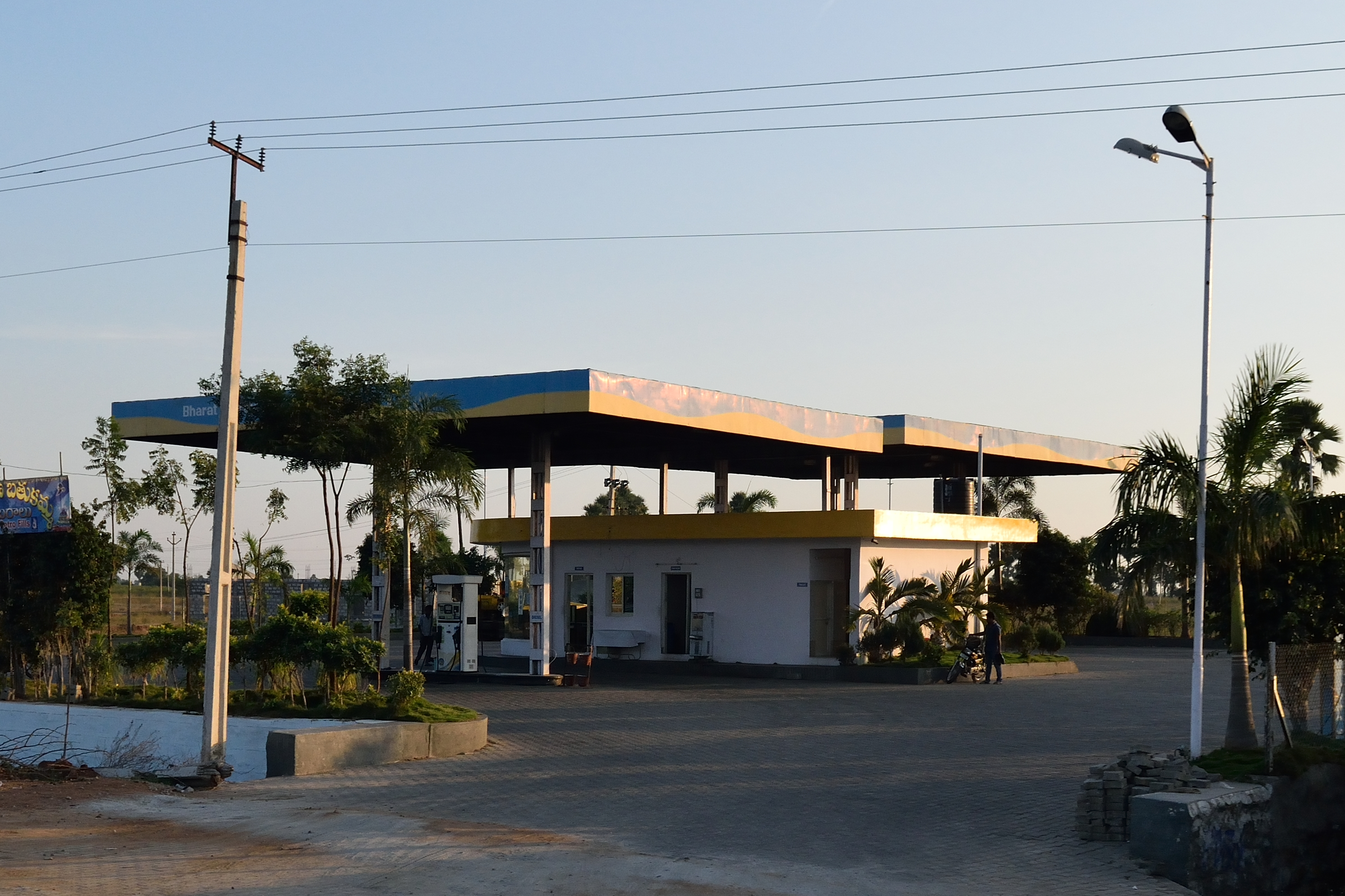
station d'essence franchisée par BPCL dans les environs de Nakirekal, dans l'état de Telangana.

En 2003, à la suite d'une plainte du Centre for Public Interest Litigation, la Cour suprême de l'Inde a subordonné la privatisation d’Hindustan Petroleum et de Bharat Petroleum à un vote du Parlement. Rajinder Sachar et Prashant Bhushan, avocats des plaignants, estimaient que le seul moyen de se retirer de ces entreprises était de casser ou d'amender les lois de nationalisation des années 1970, faute de quoi toute privatisation supposait une participation majoritaire de l’État dans les deux sociétés.

## Déboires judiciaires
En mars 2016, Rosneft vend une participation de 35 % dans le gisement de Vankor à ONGC, Oil India, Indian Oil et Bharat Petroleum ; ONGC détenant déjà 15 % du projet depuis 2015. Dans le même temps, Oil India, Indian Oil et harat Petroleum annonce l'acquisition à Rosneft de 30 % du gisement de Taas-Yuriakh.
En 2024, Bharat Petroleum a continué de renforcer ses liens avec la Russie, malgré les sanctions internationales imposées à Moscou à la suite de son invasion de l'Ukraine en 2022,. Bharat Petroleum a engagé des discussions avec le géant pétrolier russe Rosneft pour sécuriser un accord à long terme portant sur jusqu'à 6 millions de tonnes métriques de pétrole brut. Les raffineurs indiens, dont Bharat Petroleum, ont tiré parti du pétrole russe à prix réduit, devenu plus attrayant après que les pays occidentaux ont cessé leurs achats. Cependant, ces actions ont suscité des critiques pour avoir indirectement financé l'effort de guerre russe. Bien que les responsables de Bharat Petroleum aient reconnu une réduction des rabais sur le pétrole russe et des défis potentiels liés au dépassement des plafonds de prix, l'entreprise reste prête à utiliser jusqu'à 40 % de pétrole brut russe dans ses raffineries. Cela implique le maintien de partenariats controversés avec la Russie alors que celle-ci poursuit son agression contre l'Ukraine,,.